# Peter Homphaeus I
Peter Homphaeus I (* um 1480 in Cochem; † 28. August 1556 in Emmerich) war ein deutscher Priester, Pädagoge und Humanist.

## Leben und Karriere
Peter Homphaeus besuchte zunächst eine Schule der Fraterherren in Wolf an der Mosel, die auf die Gründung der Deventer seit 1478 zurückzuführen war und die dort im Geiste des Humanismus lehrte.
Nach seiner schulischen Ausbildung ging er 1516 nach Emmerich, um dort an der Stiftsschule St. Martini, die mit ca. 1500 Schülern die größte ihrer Art in Deutschland war, eine Stelle als Magister für Latein anzunehmen. Im Jahre 1521 wurde er Rektor und er begann die Schule zum Mittelpunkt des Humanismus am Niederrhein zu machen. Als Autor verfasste er bereits 1530 Plinius-Briefe sowie eine lateinische Grammatik. 1532 ließ er sich von seinen Rektoratstätigkeiten, vermutlich aufgrund der reformatorischen Unruhen in dieser Zeit befreien, um sich gänzlich seinem Beruf und den Studien widmen zu können. Sein Nachfolger als Rektor wurde Matthias Bredenbach. Ab 1533 lehrte er aber weiter schöne Wissenschaften, Philologie und freie Künste in der Schule. Er wurde noch Kanoniker und Dekan am St. Martini Stift Emmerich.
Als er 1556 verstarb, wurde er in dieser Kirche beigesetzt. Durch seinen Nachlass stiftete er 12 Freiplätze für an der humanistischen Bildung interessierte junge Menschen moselländischer Herkunft.

## Werke
- Homphaeus, Peter als Mitautor in Institutionum Grammaticarum libri II, Colonia 1550 Abgerufen am 17. Oktober 2018
- Homphaeus, Peter als Mitautor in ALDI|MANVTII|ROMANI,INSTITV=TIONVM GRAMMA..., Köln 1542 Abgerufen am 17. Oktober 2018